# Falacia de la mota castral
La falacia de la mota castral (llamada así por el castillo en forma de mota castral) es una forma de argumento y un tipo de falacia informal en la que el argumentador confunde dos posiciones que comparten similitudes pero de distinta defensividad. Una de estas posiciones u opinión es modesta y fácil de defender, algo que prácticamente forma parte del sentido común (mota). La otra, en cambio, es mucho más controvertida, siendo una opinión más difícil de defender (castro), especialmente si alguien la ataca con argumentos racionales y lógicos. La falacia se da cuando se está dando una opinión controvertida y alguien la ataca haciendo que el defensor de esa opinión cambie a otra opinión más fácil de defender, diciendo que era eso lo que estaba defendiendo al principio. El argumentador va avanzando con su opinión controvertida pero, cuando ésta es impugnada con argumentos que tienen sentido, el argumentador insiste en que sólo estaba avanzando hacia una posición más modesta.

## Orígenes
El filósofo Nicholas Shackel, que acuñó el término,prefiere hablar de la doctrina de la mota y el castro en lugar de una falacia. En 2005, Shackel describió así la referencia a la defensa de los castillos medievales.
Un castillo de mota y castro es un sistema de defensa medieval en el que una torre de piedra sobre un montículo (la mota) está rodeada por una zona de tierra (el castro) que a su vez está rodeada por algún tipo de barrera como un foso. Al ser oscura y húmeda, la mota no es una vivienda de elección. La única razón de su existencia es la conveniencia del castro, que la combinación de la mota y el foso hace que sea relativamente fácil de conservar a pesar de los ataques de los merodeadores. Cuando la presión es escasa, el foso hace que un pequeño número de atacantes sea fácil de derrotar mientras luchan por atravesarlo: cuando la presión es fuerte, el foso no es defendible y tampoco lo es el castro. En lugar de ello, uno se retira a la insalubre pero defendible, tal vez inexpugnable, mota. Finalmente los merodeadores se rinden, cuando uno está bien situado para reocupar el terreno deseable, el castro, representa una doctrina o posición filosófica con propiedades similares: deseable para su proponente pero sólo ligeramente defendible. La mota es la posición defendible, pero no deseada, a la que uno se retira cuando se ve presionado.
El impulso original de Shackel fue criticar lo que consideraba procesos de argumentación engañosos en obras de académicos como Michel Foucault, David Bloor, Jean-Francois Lyotard, Richard Rorty y Berger y Luckmann, y en los discursos posmodernistas en general.
El concepto de mota castral se popularizó en el blog Slate Star Codex en 2014.

## Ejemplos
Un ejemplo dado por Shackel es la afirmación "la moral se construye socialmente". En este ejemplo, la mota es que nuestras creencias sobre el bien y el mal son construidas socialmente, mientras que el castro es que no existe el bien y el mal.
Según Shackel, el sólido programa de David Bloor para la sociología del conocimiento científico hizo uso de una doctrina de la mota y el castro al tratar de defender su concepción del conocimiento como "cualquier cosa que la gente tome como conocimiento", sin distinguir entre las creencias que son ampliamente aceptadas pero contrarias a la realidad, y las creencias que se corresponden con la realidad. En este caso, la mota fácilmente defendible sería la idea de que lo que llamamos conocimiento es lo que se acepta comúnmente como tal, pero el preciado castro sería que el conocimiento científico no es diferente de otras creencias ampliamente aceptadas, lo que implica que la verdad y la realidad no juegan ningún papel en la obtención del conocimiento científico.
Las falacias de la mota castral también pueden observarse en discusiones informales no académicas. Por ejemplo:
Persona A: "No entiendo por qué la gente cree en la astrología, no hay pruebas científicas que la respalden".
Persona B: "La Luna tiene suficiente tirón para causar mareas todos los días en la Tierra, ¿pero no tiene ningún efecto sobre las personas? ¿Intentas decir que los humanos son dioses literales que no se ven afectados por la naturaleza? Supongo que la evolución tampoco es real".
Aquí, la persona B ha sustituido un lema fácil de defender:
"Los seres humanos se ven afectados por las fuerzas naturales, incluida la gravedad de la Luna".
por una controvertida afirmación de castro:
"El uso que hace la astrología de las posiciones de los cuerpos celestes en el cielo para hacer predicciones sobre la personalidad, las características y el comportamiento de las personas es científicamente válido".
La mayoría de los objetos astronómicos, como las estrellas y los planetas, son demasiado pequeños, están demasiado lejos o ambas cosas a la vez para ejercer una fuerte influencia gravitatoria directa sobre los seres humanos.